# Nekrolog April 2016
Nekrolog
◄◄
| ◄
| 2012
| 2013
| 2014
| 2015
| 2016 | 2017 | 2018 | 2019 | 2020 | ►
Januar |
Februar |
März |
April |
Mai |
Juni |
Juli |
August |
September |
Oktober |
November |
Dezember 2016
Weitere Ereignisse | Allgemeiner Nekrolog 2016
Die Beschreibung der verstorbenen Person sollte so kurz wie möglich gehalten sein und nur deren signifikante Tätigkeit(en) enthalten.
Neue Namen ggf. auch unter dem Geburts- und Sterbedatum, also etwa unter 1. Januar und im Geburts- und Sterbejahr (2024) eintragen (nur bei entsprechender großer Wichtigkeit). Für Beispiele siehe die schon vorhandenen Artikel.
Außerdem über die fünf zuletzt Verstorbenen, zu denen es einen ausreichend guten Artikel für eine Präsentation auf der Hauptseite gibt, nach der todesbedingten Überarbeitung der Artikel ggf. auch unter Wikipedia Diskussion:Hauptseite informieren und sie am besten auch in den anderen Wikipedia-Sprachversionen eintragen. Tipp: Regelmäßig bei news.google.de nach „ist tot“, „gestorben“ oder „verstorben“ suchen.
Wenn eine Person gestorben ist, gibt es viele Seiten zu dieser Person in der Wikipedia, die davon auch betroffen sind und entsprechend aktualisiert werden müssen. Beispiele: Namenübersichtsseite, Geburtsjahr, Geburtsort-Seiten und viele mehr.
Wie finde ich die betroffenen Seiten?
Im Suchfeld auf der linken Seite gibt man den Suchbegriff so ein: „Vorname Nachname“. Dann klickt man auf Volltext und alle Seiten mit entsprechendem Suchtext werden aufgerufen. Hier sieht man dann schnell, wo auch das Todesjahr Sinn macht oder sogar ein Teil des Artikels angepasst werden muss. Auch hilft das „Werkzeug“ auf der linken Seite sehr gut, um solche Seiten aufzufinden: „Links auf diese Seite“. Somit ist die Wikipedia wieder aktuell in allen Bereichen! Hinweis: bei Eintragung der Kategorie „Gestorben JAHR“ wird der Missbrauchsfilter 49 ausgelöst, was jedoch nicht schlimm ist. Siehe: Spezial:Missbrauchsfilter/49
Dies ist eine Liste von im April 2016 verstorbenen bekannten Persönlichkeiten. Die Einträge erfolgen innerhalb der einzelnen Daten alphabetisch sortiert. Tiere sind im Nekrolog für Tiere zu finden.

## April
| Tag       | Name                                  | Beruf, bekannt als                                                                | Alter     | Beleg                      |
| --------- | ------------------------------------- | --------------------------------------------------------------------------------- | --------- | -------------------------- |
| April     | Michael Hauser                        | dänischer Musikethnologe                                                          | ≈86       |                            |
| 30. April | Daniel Aaron                          | US-amerikanischer Historiker und Amerikanist                                      | 103       |                            |
| 30. April | Daniel Berrigan                       | US-amerikanischer Friedensaktivist                                                | 94        |                            |
| 30. April | Gunter Damisch                        | österreichischer Maler                                                            | 57        |                            |
| 30. April | Alphonsus D’Souza                     | indischer Bischof                                                                 | 76        |                            |
| 30. April | Marisol Escobar                       | US-amerikanische Bildhauerin                                                      | 85        |                            |
| 30. April | Uwe Friedrichsen                      | deutscher Schauspieler                                                            | 81        |                            |
| 30. April | Guido Gillarduzzi                     | italienischer Eisschnellläufer                                                    | 76        |                            |
| 30. April | Dieter Grande                         | deutscher Theologe und Publizist                                                  | 86        |                            |
| 30. April | Harold Kroto                          | britischer Chemiker                                                               | 76        |                            |
| 30. April | Merv Lincoln                          | australischer Mittelstreckenläufer                                                | 82        |                            |
| 30. April | Klaus Nürnberger                      | deutscher Basketballtrainer                                                       | 76        |                            |
| 30. April | Karsten Oltmanns                      | deutscher Militär                                                                 | 76        |                            |
| 30. April | Walter Schädlich                      | deutscher Handballspieler                                                         | 94        |                            |
| 30. April | Joachim Schöberl                      | deutscher Germanist                                                               | 76        |                            |
| 30. April | Friedrich Spengelin                   | deutscher Architekt                                                               | 91        |                            |
| 30. April | Heinrich Stremitzer                   | österreichischer Wirtschaftswissenschaftler                                       | 80        |                            |
| 30. April | Ludger-Anselm Versteyl                | deutscher Verwaltungsrechtler                                                     | 72        |                            |
| 29. April | Alyson Bailes                         | britische Diplomatin                                                              | 67        |                            |
| 29. April | Oscar Carussini                       | uruguayischer Fußballspieler                                                      | 59        |                            |
| 29. April | Chen Zhongshi                         | chinesischer Schriftsteller                                                       | 73        |                            |
| 29. April | Dmytro Hnatjuk                        | ukrainischer Opernsänger                                                          | 91        |                            |
| 29. April | Andreas Hutter                        | österreichischer Journalist                                                       | 53        |                            |
| 29. April | Walter Klingmüller                    | deutscher Genetiker                                                               | 86        |                            |
| 29. April | Hilarius Moa Nurak                    | indonesischer Bischof                                                             | 73        |                            |
| 29. April | Karl Schnyder                         | Schweizer Politiker                                                               | 84        |                            |
| 28. April | Edward Ashmore                        | britischer Offizier                                                               | 96        |                            |
| 28. April | Peter Brühl                           | deutscher Urologe                                                                 | 83        |                            |
| 28. April | Conrad Burns                          | US-amerikanischer Politiker                                                       | 81        |                            |
| 28. April | Jost Dillier                          | Schweizer Politiker                                                               | 94        |                            |
| 28. April | Jenny Diski                           | britische Schriftstellerin                                                        | 68        |                            |
| 28. April | Herbert Donner                        | deutscher Theologe                                                                | 86        |                            |
| 28. April | Annemarie Dose                        | deutsche Philanthropin                                                            | 87        |                            |
| 28. April | Heinz Gerstinger                      | österreichischer Dramaturg, Schriftsteller und Historiker                         | 96        |                            |
| 28. April | René Hausman                          | belgischer Comicautor und Künstler                                                | 80        |                            |
| 28. April | Barry Howard                          | britischer Schauspieler                                                           | 78        |                            |
| 28. April | Georg Kronawitter                     | deutscher Politiker                                                               | 88        |                            |
| 28. April | Reiner Labusch                        | deutscher Physiker und Hochschullehrer                                            | 80        |                            |
| 28. April | Johannes Schreiber                    | deutscher Theologe                                                                | 88        |                            |
| 28. April | Horst Statkus                         | deutscher Theaterleiter                                                           | 86        |                            |
| 27. April | Harold Cohen                          | britischer Maler, Grafiker und Informatiker                                       | 87        |                            |
| 27. April | Manfred A. Dauses                     | deutscher Jurist und Rechtswissenschaftler                                        | 72        |                            |
| 27. April | Gerd Enders                           | deutscher Handballtrainer                                                         | 92        |                            |
| 27. April | Viktor Gavrikov                       | litauischer Schachspieler                                                         | 58        |                            |
| 27. April | Wolfgang Hess                         | Schweizer Schauspieler und Synchronsprecher                                       | 78        |                            |
| 27. April | Osmo Ikola                            | finnischer Sprachwissenschaftler                                                  | 98        |                            |
| 27. April | William H. Jarvis                     | kanadischer Politiker                                                             | 85        |                            |
| 27. April | Julio Xavier Labayen                  | philippinischer Bischof                                                           | 89        |                            |
| 27. April | Robert C. Mathis                      | US-amerikanischer Offizier, General der US Air Force                              | 88        |                            |
| 27. April | Otto Reinhold                         | deutscher Wirtschaftswissenschaftler                                              | 90        |                            |
| 27. April | Gabriele Sima                         | österreichische Opernsängerin                                                     | 61        |                            |
| 27. April | Horst Tautenhahn                      | deutscher Fußballspieler                                                          | 79        |                            |
| 27. April | John Thundukalam                      | indischer Bischof                                                                 | 63        |                            |
| 26. April | Ugo Adinolfi                          | italienischer Schauspieler                                                        | 73        |                            |
| 26. April | Sibylle Abel                          | deutsche Politikerin                                                              | 60        |                            |
| 26. April | Vincent Matthew Darius                | grenadischer Bischof                                                              | 60        |                            |
| 26. April | Hans Heinrich Driftmann               | deutscher Unternehmer                                                             | 68        |                            |
| 26. April | Arne Elsholtz                         | deutscher Synchronsprecher und -regisseur                                         | 71        |                            |
| 26. April | Götz Harnischfeger                    | deutscher Pharmazeut                                                              | 77        |                            |
| 26. April | Winston Hill                          | US-amerikanischer American-Football-Spieler                                       | 74        |                            |
| 26. April | Amanullah Khan                        | pakistanischer kaschmirischer Unabhängigkeitskämpfer und Politiker                | 85        |                            |
| 26. April | Kurt Lukasczyk                        | deutscher Psychologe                                                              | 92        |                            |
| 26. April | Ralf-Peter Märtin                     | deutscher Historiker und Autor                                                    | 64        |                            |
| 26. April | Peter Propping                        | deutscher Humangenetiker                                                          | 73        |                            |
| 26. April | Karl-Heinz Schmidt                    | deutscher Pfarrer und Mundartautor                                                | 77        |                            |
| 26. April | Márton Szipál                         | ungarischer Fotograf                                                              | 91        |                            |
| 26. April | Masako Togawa                         | japanische Schriftstellerin                                                       | 85        |                            |
| 26. April | Ursula Walk                           | deutsche Programmiererin                                                          | 91        |                            |
| 26. April | Egon Wetzels                          | deutscher Mediziner                                                               | 88        |                            |
| 26. April | Harry Wu                              | chinesisch-US-amerikanischer Aktivist                                             | 79        |                            |
| 25. April | Dumitru Antonescu                     | rumänischer Fußballspieler und -trainer                                           | 71        |                            |
| 25. April | Mei Baojiu                            | chinesischer Peking-Opernsänger                                                   | 82        |                            |
| 25. April | Remo Belli                            | US-amerikanischer Schlagzeuger und Unternehmer                                    | 88        |                            |
| 25. April | Thomas Lewis                          | australischer Politiker                                                           | 94        |                            |
| 25. April | Xulhaz Mannan                         | bangladeschischer LGBT-Aktivist                                                   | 39        |                            |
| 25. April | Wolfgang „Wölli“ Rohde                | deutscher Musiker                                                                 | 66        |                            |
| 25. April | Horst Sachs                           | deutscher Mathematiker                                                            | 89        |                            |
| 25. April | Rudolf Wessely                        | österreichischer Schauspieler                                                     | 91        |                            |
| 24. April | Zafar Ishaq Ansari                    | pakistanischer Islamgelehrter                                                     | 83        |                            |
| 24. April | Andreas E. Beurmann                   | deutscher Musikwissenschaftler und Hörspielproduzent                              | 88        |                            |
| 24. April | Lesser Blum                           | US-amerikanischer Physikochemiker                                                 | 82        |                            |
| 24. April | Edward Engelberg                      | US-amerikanischer Literaturwissenschaftler                                        | 87        |                            |
| 24. April | Walter Jackson Freeman III            | US-amerikanischer Biologe, Theoretischer Neurowissenschaftler und Philosoph       | 89        |                            |
| 24. April | Inge King                             | australische Bildhauerin                                                          | 100       |                            |
| 24. April | Thomas Kono                           | US-amerikanischer Gewichtheber                                                    | 85        |                            |
| 24. April | Volker Kottmann                       | deutscher Fußballtrainer                                                          | 78        |                            |
| 24. April | Wolfgang Leistenschneider             | deutscher Urologe                                                                 | 72        |                            |
| 24. April | Billy Paul                            | US-amerikanischer Sänger                                                          | 81        |                            |
| 24. April | Klaus Siebert                         | deutscher Biathlet und Biathlontrainer                                            | 60        |                            |
| 24. April | Papa Wemba                            | kongolesischer Sänger und Musiker                                                 | 66        |                            |
| 23. April | Banharn Silpa-archa                   | thailändischer Politiker                                                          | 83        |                            |
| 23. April | Ron Brace                             | US-amerikanischer American-Football-Spieler                                       | 29        |                            |
| 23. April | Toni Cantieni                         | Schweizer Politiker                                                               | 87        |                            |
| 23. April | Attila Ferjáncz                       | ungarischer Rallye-Fahrer                                                         | 69        |                            |
| 23. April | Çetin İpekkaya                        | deutsch-türkischer Theaterregisseur, Autor und Schauspieler                       | 79        |                            |
| 23. April | Maurice Peston, Baron Peston          | britischer Wirtschaftswissenschaftler und Politiker                               | 85        |                            |
| 23. April | John Satterthwaite                    | australischer Bischof                                                             | 87        |                            |
| 23. April | Marlies Schoch                        | Schweizer Gastwirtin und Politikerin                                              | 75        |                            |
| 23. April | Bill Sevesi                           | neuseeländischer Musiker                                                          | 92        |                            |
| 23. April | Madeleine Sherwood                    | kanadische Schauspielerin                                                         | 93        |                            |
| 23. April | Sizzlac                               | kanadischer Rapper                                                                | 29        |                            |
| 23. April | Semjon Wilenski                       | russischer Schriftsteller                                                         | 87        |                            |
| 23. April | Alfons Van den Brande                 | belgischer Radrennfahrer                                                          | 88        |                            |
| 23. April | Paul Hisao Yasuda                     | japanischer Erzbischof                                                            | 94        |                            |
| 22. April | Ursula Bruns                          | deutsche Autorin und Pferdesachverständige                                        | 93        |                            |
| 22. April | Rudolph Chimelli                      | deutscher Journalist                                                              | 87        |                            |
| 22. April | Isabelle Dinoire                      | französische Patientin                                                            | 49        |                            |
| 22. April | Günter Kallmann                       | deutscher Chorleiter, Sänger und Komponist                                        | 88        |                            |
| 22. April | Hans Walter Kämpfel                   | deutscher Orchesterleiter                                                         | 91        |                            |
| 22. April | Dirk Lellek                           | deutscher Fußballspieler                                                          | 52        |                            |
| 22. April | John Lumsden                          | schottischer Fußballspieler                                                       | 55        |                            |
| 22. April | Daniel Mañana                         | uruguayischer Schriftsteller                                                      | ?         |                            |
| 22. April | Manfred Rein                          | österreichischer Politiker                                                        | 67        |                            |
| 22. April | Edith Rimkus-Beseler                  | deutsche Fotografin                                                               | 89        |                            |
| 22. April | Malte S. Sembten                      | deutscher Schriftsteller, Übersetzer, Herausgeber und Illustrator                 | 50        |                            |
| 22. April | Rudi Strobel                          | deutscher Generalmajor                                                            | 87        |                            |
| 22. April | Graham Tayar                          | britischer Journalist und Jazzpianist                                             | 83        |                            |
| 22. April | Josef Wierer                          | deutscher Schauspieler                                                            | 85        |                            |
| 22. April | Denys Wilkinson                       | britischer Kernphysiker                                                           | 93        |                            |
| 21. April | Valeriu D. Cotea                      | rumänischer Önologe                                                               | 89        |                            |
| 21. April | Reinhard Friedrich                    | deutscher Schauspieler                                                            | 59        |                            |
| 21. April | Amyn Gindia                           | österreichischer Doppelmörder                                                     | 48        |                            |
| 21. April | Kurt Kleinert                         | deutscher Politiker                                                               | 88        |                            |
| 21. April | Helmut Komp                           | deutscher Übersetzer                                                              | 85        |                            |
| 21. April | Hans Koschnick                        | deutscher Politiker                                                               | 87        |                            |
| 21. April | Marco Leto                            | italienischer Regisseur und Drehbuchautor                                         | 85        |                            |
| 21. April | Lonnie Mack                           | US-amerikanischer Gitarrist                                                       | 74        |                            |
| 21. April | Toshio Mashima                        | japanischer Komponist                                                             | 67        |                            |
| 21. April | Ernest Montego                        | deutscher Jongleur                                                                | 79        |                            |
| 21. April | Ferenc Paragi                         | ungarischer Leichtathlet                                                          | 62        |                            |
| 21. April | Prince                                | US-amerikanischer Musiker                                                         | 57        |                            |
| 21. April | Karl-Heinz Schmitz                    | deutscher Politiker                                                               | 83        |                            |
| 21. April | Dene Smuts                            | südafrikanische Politikerin                                                       | 66        |                            |
| 21. April | Kundeyt Şurdum                        | türkisch-österreichischer Lyriker und Redakteur                                   | 79        |                            |
| 21. April | John Walton, Baron Walton of Detchant | britischer Neurologe und Politiker                                                | 93        |                            |
| 21. April | Klaus Winands                         | deutscher Kunsthistoriker                                                         | 61        |                            |
| 20. April | Chyna                                 | US-amerikanische Wrestlerin und Schauspielerin                                    | 46        |                            |
| 20. April | Guy Hamilton                          | britischer Filmregisseur                                                          | 93        |                            |
| 20. April | Hermann Heckmann                      | deutscher Architekt und Autor                                                     | 90        |                            |
| 20. April | Harry Perkowski                       | US-amerikanischer Baseballspieler                                                 | 93        |                            |
| 20. April | Qi Benyu                              | chinesischer Politiker                                                            | 85        |                            |
| 20. April | Giannis Voglis                        | griechischer Schauspieler                                                         | 78        |                            |
| 20. April | Armin Wankmüller                      | deutscher Apotheker und Pharmaziehistoriker                                       | 91        |                            |
| 20. April | Dwayne Washington                     | US-amerikanischer Basketballspieler                                               | 52        |                            |
| 20. April | Victoria Wood                         | britische Schauspielerin und Komikerin                                            | 62        |                            |
| 19. April | Gerasimos Arsenis                     | griechischer Politiker                                                            | 84        |                            |
| 19. April | Patricio Aylwin                       | chilenischer Politiker                                                            | 97        |                            |
| 19. April | Estelle Balet                         | Schweizer Freeride-Sportlerin                                                     | 21        |                            |
| 19. April | Cristina Barrios                      | spanische Diplomatin                                                              | 69        |                            |
| 19. April | Frieder Berres                        | deutscher Heimatforscher                                                          | 87        |                            |
| 19. April | Ronit Elkabetz                        | israelische Schauspielerin und Regisseurin                                        | 51        |                            |
| 19. April | Karl-Heinz von Hassel                 | deutscher Schauspieler                                                            | 77        |                            |
| 19. April | Walter Kohn                           | US-amerikanischer Physiker                                                        | 93        |                            |
| 19. April | Richard Lyons                         | US-amerikanischer Musiker                                                         | 57        |                            |
| 19. April | Luis Pino                             | chilenischer Fußballspieler                                                       | 68        |                            |
| 19. April | Manfred Rump                          | deutscher Fußballspieler                                                          | 75        |                            |
| 18. April | Brian Asawa                           | US-amerikanischer Countertenor                                                    | 49        |                            |
| 18. April | Adrian Berry, 4. Viscount Camrose     | britischer Journalist und Buchautor                                               | 78        |                            |
| 18. April | Robert Christophe                     | französischer Schwimmer                                                           | 78        |                            |
| 18. April | Hermann Dietz                         | deutscher Neurochirurg                                                            | 91        | DOI:10.1055/s-0036-1586745 |
| 18. April | Cox Habbema                           | niederländische Schauspielerin                                                    | 72        |                            |
| 18. April | Rubén Héctor di Monte                 | argentinischer Erzbischof                                                         | 84        |                            |
| 18. April | Eva Henning                           | schwedische Schauspielerin                                                        | 95        |                            |
| 18. April | Fritz Herkenrath                      | deutscher Fußballspieler                                                          | 87        |                            |
| 18. April | Johan van Minnen                      | niederländischer Journalist und Politiker                                         | 83        |                            |
| 18. April | Martin Pfundner                       | österreichischer Manager, Autor und Motorsportfunktionär                          | 85        |                            |
| 18. April | Dietrich Rex                          | deutscher Raumfahrtingenieur                                                      | 82        |                            |
| 18. April | Fulvio Roiter                         | italienischer Fotograf                                                            | 89        |                            |
| 18. April | Gert Schramm                          | deutscher KZ-Überlebender                                                         | 87        |                            |
| 18. April | Zoltán Szarka                         | ungarischer Fußballspieler und -trainer                                           | 73        |                            |
| 17. April | Luis Horacio Gómez González           | kolumbianischer Bischof                                                           | 57        |                            |
| 17. April | Günter Marquard                       | deutscher Journalist                                                              | 91        |                            |
| 17. April | Konstantin Papastefanou               | griechischer Bischof                                                              | 92        |                            |
| 17. April | Doris Roberts                         | US-amerikanische Schauspielerin                                                   | 90        |                            |
| 17. April | Manfred Sult                          | deutscher Geistlicher                                                             | 82        |                            |
| 16. April | Rod Daniel                            | US-amerikanischer Regisseur                                                       | 73        |                            |
| 16. April | Donald B. Easum                       | US-amerikanischer Diplomat                                                        | 92        |                            |
| 16. April | Bernhard Hassenstein                  | deutscher Verhaltensbiologe                                                       | 93        |                            |
| 16. April | Helmut Hesse                          | deutscher Ökonom                                                                  | 81        |                            |
| 16. April | Charlie Hodge                         | kanadischer Eishockeyspieler                                                      | 82        |                            |
| 16. April | Hartmut Hoffmann                      | deutscher Historiker                                                              | 85        |                            |
| 16. April | Seraphim Kalogeropoulos               | griechischer Bischof                                                              | 70        |                            |
| 16. April | Simeon                                | bulgarischer Bischof                                                              | 89        |                            |
| 16. April | Josef Kirschner                       | österreichischer Journalist, Fernsehmoderator und Autor                           | 84        |                            |
| 16. April | Hansgeorg Model                       | deutscher Bundeswehrgeneral                                                       | 89        |                            |
| 16. April | Knut Müller                           | deutscher Jurist und Polizeipräsident                                             | 86        |                            |
| 16. April | Eduard Nacht                          | Schweizer Journalist                                                              | 76        |                            |
| 16. April | Louis Pilot                           | luxemburgischer Fußballspieler und -trainer                                       | 75        |                            |
| 16. April | Arnold Poll                           | deutscher Priester                                                                | 90        |                            |
| 16. April | Helmut Rohde                          | deutscher Politiker                                                               | 90        |                            |
| 16. April | Heinrich Rosenbaum                    | deutscher Politiker                                                               | 85        |                            |
| 16. April | Kit West                              | britischer Spezialeffektkünstler                                                  | ≈79       |                            |
| 15. April | Fred Mayer                            | US-amerikanischer Agent im Zweiten Weltkrieg                                      | 94        |                            |
| 15. April | Anne-Rose Neumann                     | deutsche Nachrichtensprecherin                                                    | 80        |                            |
| 15. April | Jean Ronsmans                         | belgischer Radrennfahrer                                                          | 68        |                            |
| 15. April | Morag Siller                          | britische Schauspielerin                                                          | 46        |                            |
| 15. April | Richard Smith                         | britischer Maler                                                                  | 84        |                            |
| 15. April | Friedhelm Wulff                       | deutscher Badmintonspieler                                                        | 73        |                            |
| 15. April | Hans Günter Zekl                      | deutscher Klassischer Philologe                                                   | 77        |                            |
| 14. April | Glaister George Duncan                | jamaikanischer Diplomat                                                           | 86        |                            |
| 14. April | Rada Dyson-Hudson                     | US-amerikanische Afrikanistin und Anthropologin                                   | 85        |                            |
| 14. April | Francesco Guarraci                    | italienisch-US-amerikanischer Mobster                                             | 61        |                            |
| 14. April | Dan Ireland                           | US-amerikanisch-kanadischer Filmproduzent und Regisseur                           | 66        |                            |
| 14. April | Ilija Ivezić                          | kroatischer Schauspieler                                                          | 89        |                            |
| 14. April | Liang Sili                            | chinesischer Raketenentwickler                                                    | 91        |                            |
| 14. April | David MacKay                          | britischer Ingenieurwissenschaftler                                               | 48        |                            |
| 14. April | Solo Sandeng                          | gambischer Politiker                                                              | 57        |                            |
| 14. April | Phil Sayer                            | britischer Radiomoderator und Voice-over Sprecher                                 | 62        |                            |
| 14. April | Günter Schmidt                        | deutscher Generalmajor                                                            | 87        |                            |
| 14. April | Malick Sidibé                         | malischer Fotografiekünstler                                                      | 80        |                            |
| 13. April | Gerd Fuchs                            | deutscher Schriftsteller                                                          | 83        |                            |
| 13. April | Julio García Espinosa                 | kubanischer Filmregisseur                                                         | 89        |                            |
| 13. April | Earl Hunt                             | US-amerikanischer Psychologe                                                      | 83        |                            |
| 13. April | Matthias Joseph Isuja                 | tansanischer Bischof                                                              | 86        |                            |
| 13. April | Lyle V. Jones                         | US-amerikanischer Psychologe                                                      | 92        |                            |
| 13. April | Ernst Kiel                            | deutscher Pädagoge, Kommunalpolitiker und Präsident des Deutschen Lehrerverbands  | 91        |                            |
| 13. April | Mariano Mores                         | argentinischer Tango-Komponist und -Dirigent                                      | 98        |                            |
| 13. April | Ragnar Rylander                       | schwedischer Mediziner                                                            | 81        |                            |
| 13. April | Friedhold Schüller                    | deutscher Fußballspieler                                                          | 90        |                            |
| 13. April | Jeremy Steig                          | US-amerikanischer Jazzmusiker                                                     | 73        |                            |
| 13. April | Gareth Thomas                         | britischer Schauspieler                                                           | 71        |                            |
| 13. April | Ray Thornton                          | US-amerikanischer Jurist und Politiker                                            | 87        |                            |
| 13. April | Nera White                            | US-amerikanische Basketballspielerin                                              | 80        |                            |
| 13. April | Pete Yellin                           | US-amerikanischer Jazzmusiker                                                     | 74        |                            |
| 13. April | Sayed Zayan                           | ägyptischer Komiker und Schauspieler                                              | 72        |                            |
| 12. April | Gianroberto Casaleggio                | italienischer Unternehmer und Politiker                                           | 61        |                            |
| 12. April | Pedro de Felipe                       | spanischer Fußballspieler                                                         | 71        |                            |
| 12. April | David Gest                            | britischer Entertainer, Komiker, Musik- und Filmproduzent                         | 62        |                            |
| 12. April | Gib Guilbeau                          | US-amerikanischer Country-Musiker                                                 | 78        |                            |
| 12. April | Anne Jackson                          | US-amerikanische Schauspielerin                                                   | 90        |                            |
| 12. April | Alexander Kanengoni                   | simbabwischer Journalist und Schriftsteller                                       | 65        |                            |
| 12. April | Carl-Heinz Kliemann                   | deutscher Künstler                                                                | 91        |                            |
| 12. April | Adalbert Kurzeja                      | deutscher Benediktinerabt                                                         | 95        |                            |
| 12. April | Víctor Manuel Leites                  | uruguayischer Dramatiker und Journalist                                           | 83        |                            |
| 12. April | Enrique Martín Navarro                | spanischer Fußballspieler und -trainer                                            | 91        |                            |
| 12. April | André Mayamba Mabuti Kathongo         | kongolesischer Bischof                                                            | 85        |                            |
| 12. April | Said-Sergej Nurislamov                | deutsch-kasachischer Boxer                                                        | 35        |                            |
| 12. April | Elcira Olivera Garcés                 | argentinische Schauspielerin                                                      | 91        |                            |
| 12. April | Göran Palm                            | schwedischer Autor                                                                | 85        |                            |
| 12. April | Tomaž Pandur                          | slowenischer Theaterregisseur                                                     | 53        |                            |
| 12. April | Jonathan Rechner                      | US-amerikanischer Wrestler                                                        | 44        |                            |
| 12. April | Edgar Schober                         | österreichischer Politiker und Landwirtschaftslehrer                              | 89        |                            |
| 12. April | Hannelis Schulte                      | deutsche Theologin                                                                | 95        |                            |
| 12. April | Arnold Wesker                         | britischer Schriftsteller und Dramatiker                                          | 83        |                            |
| 11. April | Ernesto Baffa                         | argentinischer Bandoneon-Spieler und Orchesterleiter                              | 83        |                            |
| 11. April | Hubertus Ernst                        | deutscher Unternehmer und Rallyefahrer                                            | 77        |                            |
| 11. April | Albert Filosow                        | russischer Schauspieler                                                           | 78        |                            |
| 11. April | Nicholas Gargano                      | britischer Boxer                                                                  | 81        |                            |
| 11. April | Yura Halim                            | bruneiischer Politiker und Lyriker                                                | 92        |                            |
| 11. April | Jack Hammer                           | US-amerikanischer Musiker und Songwriter                                          | 90        |                            |
| 11. April | Hassan Hanafi Hagi                    | somalischer Terrorist und Journalist                                              | 30        |                            |
| 11. April | Guillermo Muñoz                       | chilenischer Fußballspieler                                                       | 63        |                            |
| 11. April | Shangay Lily                          | spanische Dragqueen und LGBT-Aktivistin                                           | 53        |                            |
| 11. April | Waldemar Pallasch                     | deutscher Erziehungswissenschaftler                                               | 77        |                            |
| 11. April | Helmut Rühle                          | deutscher Fußballspieler                                                          | 81        |                            |
| 11. April | Franz Schupp                          | österreichischer Philosoph und Theologe                                           | 79        |                            |
| 11. April | Peter Volk                            | deutscher Kunsthistoriker                                                         | 78        |                            |
| 10. April | Gisela Fechner                        | deutsche Politikerin                                                              | 89        |                            |
| 10. April | Howard Marks                          | britischer Drogenschmuggler und Autor                                             | 70        |                            |
| 10. April | Thomas Kwaku Mensah                   | ghanaischer Erzbischof                                                            | 81        |                            |
| 10. April | Bringfried Müller                     | deutscher Fußballspieler und -trainer                                             | 85        |                            |
| 10. April | Hansjörg Nagel                        | deutscher Eishockeyspieler                                                        | 77        |                            |
| 10. April | Alfred Nemeczek                       | deutscher Kunsthistoriker und -journalist                                         | 82        |                            |
| 10. April | Erika Rabau                           | deutsche Fotografin und Schauspielerin                                            | >70       |                            |
| 10. April | Eberhard Schnepf                      | deutscher Biologe                                                                 | 85        |                            |
| 10. April | Henryk Średnicki                      | polnischer Boxer                                                                  | 61        |                            |
| 10. April | Walter Wimmel                         | deutscher klassischer Philologe                                                   | 93        |                            |
| 9. April  | Raimundas Saulius Baltuška            | litauischer Admiral                                                               | 78        |                            |
| 9. April  | Ricardo Cabrera                       | chilenischer Fußballspieler                                                       | 79        |                            |
| 9. April  | Tony Conrad                           | US-amerikanischer Künstler                                                        | 76        |                            |
| 9. April  | Giselher W. Hoffmann                  | namibischer Schriftsteller                                                        | 58        |                            |
| 9. April  | André Imer                            | Schweizer Jurist                                                                  | 87        |                            |
| 9. April  | Edward Keynes                         | US-amerikanischer Politikwissenschaftler                                          | 75        |                            |
| 9. April  | Hans Luz                              | deutscher Landschaftsarchitekt                                                    | 89        |                            |
| 9. April  | Lucas Martínez Lara                   | mexikanischer Bischof                                                             | 73        |                            |
| 9. April  | Jörg Menzel                           | deutscher Rechtswissenschaftler                                                   | 51        |                            |
| 9. April  | Gus Morschauser                       | kanadischer Eishockeyspieler                                                      | 47        |                            |
| 9. April  | Arzu Öztürk                           | türkische Bauforscherin                                                           | 50        |                            |
| 9. April  | Ciprian Potorac                       | rumänischer Fußballspieler                                                        | 26        |                            |
| 9. April  | Hans Christof Sauerländer             | Schweizer Verleger                                                                | 73        |                            |
| 9. April  | Smizer Sauka                          | belarussischer Philologe                                                          | 50        |                            |
| 9. April  | Will Smith                            | US-amerikanischer American-Football-Spieler                                       | 34        |                            |
| 9. April  | Klaus Steiniger                       | deutscher Jurist, Journalist und Buchautor                                        | 83        |                            |
| 9. April  | Fritz Wurster                         | deutscher Politiker                                                               | 94        |                            |
| 8. April  | Mircea Albulescu                      | rumänischer Schauspieler                                                          | 81        |                            |
| 8. April  | Theodor Buhl                          | deutscher Schriftsteller                                                          | 79        |                            |
| 8. April  | Johannes Günter Gerhartz              | deutscher Jesuit und Kirchenrechtler                                              | 89        |                            |
| 8. April  | Werner Giers                          | deutscher Journalist                                                              | 87        |                            |
| 8. April  | Mildred Gordon                        | britische Politikerin                                                             | 92        |                            |
| 8. April  | Roland Großer                         | deutscher Offizier                                                                | 79        |                            |
| 8. April  | Keith Hefner                          | US-amerikanischer Schauspieler                                                    | 87        |                            |
| 8. April  | Julien Hoferlin                       | belgischer Tennistrainer                                                          | 49        |                            |
| 8. April  | Günter Oldenburg                      | deutscher Radsportler                                                             | 85        |                            |
| 8. April  | Rolf-Jürgen Otto                      | deutscher Fußballfunktionär                                                       | 75        |                            |
| 8. April  | Elizabeth Roemer                      | US-amerikanische Astronomin                                                       | 86 od. 87 |                            |
| 8. April  | Erich Rudorffer                       | deutscher Jagdflieger                                                             | 98        |                            |
| 8. April  | Dieter Thomas                         | deutscher Kabarettist und Comedian                                                | 69        |                            |
| 7. April  | László Bárczay                        | ungarischer Schachspieler                                                         | 80        |                            |
| 7. April  | Blackjack Mulligan                    | US-amerikanischer Wrestler, Autor und American-Football-Spieler                   | 73        |                            |
| 7. April  | Frank E. Denholm                      | US-amerikanischer Politiker                                                       | 92        |                            |
| 7. April  | Hendrikje Fitz                        | deutsche Schauspielerin                                                           | 54        |                            |
| 7. April  | Christoph Funke                       | deutscher Theaterkritiker                                                         | 81        |                            |
| 7. April  | Garry Jones                           | englischer Fußballspieler                                                         | 65        |                            |
| 7. April  | Jean-Lin Journé                       | französischer Mathematiker                                                        | 58        |                            |
| 7. April  | Vladimir Kagan                        | US-amerikanischer Möbeldesigner                                                   | 88        |                            |
| 7. April  | Gerhard Kovasits                      | österreichischer Politiker                                                        | 62        |                            |
| 7. April  | Carlo Monti                           | italienischer Leichtathlet                                                        | 96        |                            |
| 7. April  | Doris Natusch                         | deutsche Politikerin                                                              | 69        |                            |
| 7. April  | Knud Nierhaus                         | deutscher Biochemiker                                                             | 75        |                            |
| 7. April  | Alfred E. von Overbeck                | Schweizer Rechtswissenschaftler                                                   | 91        |                            |
| 7. April  | Nebojša Popov                         | jugoslawischer bzw. serbischer Soziologe                                          | 76        |                            |
| 7. April  | Mascha Rolnikaitė                     | litauische Buchautorin und Holocaustüberlebende                                   | 88        |                            |
| 7. April  | Luise Schapp                          | deutsche Juristin und Politikerin                                                 | 103       |                            |
| 7. April  | Werner Schmidt                        | deutscher Geograph                                                                | 81        |                            |
| 7. April  | Charles Thomas                        | britischer Historiker                                                             | 87        |                            |
| 7. April  | Andreas Theodor Weitbrecht            | deutscher Schriftsteller                                                          | 86        |                            |
| 6. April  | Oskar Böse                            | deutscher Vertriebenenfunktionär                                                  | 91        |                            |
| 6. April  | Otto Rudolf Braun                     | österreichischer Autor                                                            | 84        |                            |
| 6. April  | Anita Breithaupt                      | deutsche Politikerin                                                              | 79        |                            |
| 6. April  | Dennis Davis                          | US-amerikanischer Schlagzeuger und Studiomusiker                                  | ?         |                            |
| 6. April  | Jaime Pedro Gonçalves                 | mosambikanischer Erzbischof                                                       | 79        |                            |
| 6. April  | Merle Haggard                         | US-amerikanischer Country-Musiker                                                 | 79        |                            |
| 6. April  | Bernd Hoss                            | deutscher Fußballtrainer                                                          | 76        |                            |
| 6. April  | Zena Latto                            | US-amerikanische Jazzmusikerin                                                    | 90        |                            |
| 6. April  | Udo Müller                            | deutscher Wirtschaftswissenschaftler                                              | 80        |                            |
| 6. April  | Oto Reisinger                         | kroatischer Karikaturist                                                          | 89        |                            |
| 6. April  | Klaus Rudek                           | deutscher Pädagoge                                                                | 87        |                            |
| 6. April  | Burkhart Seidemann                    | deutscher Pantomime, Schauspieler, Regisseur und Theaterleiter                    | 71        |                            |
| 6. April  | Murray Wier                           | US-amerikanischer Basketballspieler                                               | 89        |                            |
| 6. April  | Marcel Zapf                           | deutscher Maler                                                                   | 93        |                            |
| 5. April  | Dorothee von Dadelsen                 | deutsche Journalistin                                                             | 95        |                            |
| 5. April  | Zyta Gilowska                         | polnische Ökonomin und Politikerin                                                | 66        |                            |
| 5. April  | Roman Gribbs                          | US-amerikanischer Politiker und Jurist                                            | 90        |                            |
| 5. April  | Otto Haferkamp                        | deutscher Pathologe                                                               | 89        |                            |
| 5. April  | Leon Haywood                          | US-amerikanischer Sänger, Songwriter und Musikproduzent                           | 74        |                            |
| 5. April  | Koço Kasapoğlu                        | türkischer Fußballspieler                                                         | 80        |                            |
| 5. April  | George Gelaga King                    | Sierra-leonischer Richter                                                         | 83        |                            |
| 5. April  | Margret Krick                         | deutsche Verlegerin und Unternehmerin                                             | 89        |                            |
| 5. April  | Barbara Turner                        | US-amerikanische Drehbuchautorin und Schauspielerin                               | 79        |                            |
| 4. April  | Wim Brands                            | niederländischer Schriftsteller, Journalist und Moderator                         | 57        |                            |
| 4. April  | Hans Daalder                          | niederländischer Politikwissenschaftler und Hochschullehrer                       | 87        |                            |
| 4. April  | Roger De Wulf                         | belgischer Politiker                                                              | 87        |                            |
| 4. April  | Elżbieta Dziębowska                   | polnische Musikwissenschaftlerin und Freiheitskämpferin                           | 86        |                            |
| 4. April  | Johannes Hampel                       | deutscher Pädagoge                                                                | 90        |                            |
| 4. April  | Dieter Haspel                         | österreichischer Regisseur und Theaterleiter                                      | 72        |                            |
| 4. April  | Hans-Peter Kurr                       | deutscher Schauspieler und Regisseur                                              | 78        |                            |
| 4. April  | Rita Lafontaine                       | kanadische Schauspielerin                                                         | 76        |                            |
| 4. April  | Chus Lampreave                        | spanische Schauspielerin                                                          | 85        |                            |
| 4. April  | Carlo Mastrangelo                     | US-amerikanischer Sänger und Schlagzeuger                                         | 77        |                            |
| 4. April  | Gétatchèw Mèkurya                     | äthiopischer Jazzmusiker                                                          | 81        |                            |
| 4. April  | Beate Pinkerneil                      | deutsche Fernsehjournalistin                                                      | 73        |                            |
| 4. April  | Heinrich Salfenauer                   | österreichischer Politiker                                                        | 95        |                            |
| 4. April  | Pavel Šmok                            | tschechischer Choreograf                                                          | 88        |                            |
| 4. April  | Hans Skirecki                         | deutscher Schriftsteller und Übersetzer                                           | 80        |                            |
| 4. April  | Song Su-gwŏn                          | südkoreanischer Schriftsteller                                                    | 76        |                            |
| 4. April  | Manolo Tena                           | spanischer Rockmusiker                                                            | 64        |                            |
| 4. April  | Franz-Josef Thöne                     | deutscher Politiker                                                               | 81        |                            |
| 4. April  | Ida Valeton                           | deutsche Geologin                                                                 | 93        |                            |
| 4. April  | Günter Weninger                       | österreichischer Gewerkschaftsfunktionär                                          | 75        |                            |
| 3. April  | Erik Bauersfeld                       | US-amerikanischer Synchronsprecher                                                | 93        |                            |
| 3. April  | Joseph Medicine Crow                  | US-amerikanischer Historiker                                                      | 102       |                            |
| 3. April  | Bob Ellis                             | australischer Journalist, Schriftsteller, Regisseur, Drehbuchautor und Dramatiker | 73        |                            |
| 3. April  | Bas van Erp                           | niederländischer Rollstuhltennisspieler                                           | 36        |                            |
| 03. April | Gerd Focke                            | deutscher Dramaturg, Regisseur, Schriftsteller und Schauspieler                   | 88        |                            |
| 3. April  | Don Francks                           | kanadischer Schauspieler und Jazzmusiker                                          | 84        |                            |
| 3. April  | Walter Giers                          | deutscher Licht-, Klang- und Medienkünstler                                       | 78        |                            |
| 3. April  | Lars Gustafsson                       | schwedischer Schriftsteller                                                       | 79        |                            |
| 3. April  | Henry C. Harpending                   | US-amerikanischer Anthropologe                                                    | 72        |                            |
| 3. April  | Bill Henderson                        | US-amerikanischer Jazzsänger                                                      | 90        |                            |
| 3. April  | Axel Herbst                           | deutscher Diplomat                                                                | 97        |                            |
| 3. April  | Zoran Jovanović                       | serbisch-kosovarischer Grafiker                                                   | 74        |                            |
| 3. April  | Cesare Maldini                        | italienischer Fußballspieler und -trainer                                         | 84        |                            |
| 3. April  | Mikiya Mochizuki                      | japanischer Manga-Zeichner                                                        | 77        |                            |
| 3. April  | Ronald Austin Mulkearns               | australischer Bischof                                                             | 85        |                            |
| 3. April  | Noh Jin-kyu                           | südkoreanischer Shorttracker                                                      | 23        |                            |
| 3. April  | Lola Novaković                        | jugoslawische Sängerin und Schauspielerin                                         | 80        |                            |
| 3. April  | Klaus Olejniczak                      | deutscher Mediziner                                                               | 70        |                            |
| 3. April  | Jules Schelvis                        | niederländischer KZ-Überlebender                                                  | 95        |                            |
| 3. April  | John Vane, 11. Baron Barnard          | britischer Peer                                                                   | 92        |                            |
| 3. April  | Kōji Wada                             | japanischer Sänger                                                                | 42        |                            |
| 3. April  | Clarence Clifton Young                | US-amerikanischer Jurist und Politiker                                            | 93        |                            |
| 2. April  | Robert Abajyan                        | armenischer Soldat                                                                | 19        |                            |
| 2. April  | Gato Barbieri                         | argentinischer Jazzmusiker und Filmkomponist                                      | 83        |                            |
| 2. April  | Sergio Ferrari                        | italienischer Fußballspieler                                                      | 72        |                            |
| 2. April  | Gallieno Ferri                        | italienischer Comic-Zeichner                                                      | 87        |                            |
| 2. April  | Boris Hybner                          | tschechischer Schauspieler und Pantomime                                          | 74        |                            |
| 2. April  | Jelena Krsmanović                     | serbische Sängerin                                                                | 32        |                            |
| 2. April  | Amber Rayne                           | US-amerikanische Pornodarstellerin                                                | 31        |                            |
| 2. April  | Walentin Rudenko                      | ukrainischer Schachkomponist                                                      | 78        |                            |
| 2. April  | László Sárosi                         | ungarischer Fußballspieler und -trainer                                           | 84        |                            |
| 2. April  | Hans Schwabl                          | österreichischer Altphilologe                                                     | 91        |                            |
| 2. April  | Thomas Zeng Jing-mu                   | chinesischer Bischof                                                              | 95        |                            |
| 1. April  | Candita Batista                       | kubanische Sängerin                                                               | 99        |                            |
| 1. April  | Herbert Gerisch                       | deutscher Bauunternehmer und Politiker                                            | 93        |                            |
| 1. April  | Artur Górski                          | polnischer Politiker und Publizist                                                | 46        |                            |
| 1. April  | Rolf Köhne                            | deutscher Politiker                                                               | 64        |                            |
| 1. April  | Werner Kremp                          | deutscher Politikwissenschaftler                                                  | 71        |                            |
| 1. April  | Stephan Matthaei                      | deutscher Mediziner                                                               | 58        |                            |
| 1. April  | Denise Robertson                      | britische Fernsehmoderatorin                                                      | 83        |                            |
| 1. April  | Kurt Stöber                           | deutscher Rechtspfleger und Fachbuchautor                                         | 87        |                            |
| 1. April  | Tan Lei                               | chinesische Mathematikerin                                                        | 53        |                            |
| 1. April  | Tony Whittaker                        | britischer Anwalt und politischer Aktivist                                        | 83        |                            |
| 1. April  | Sarah Young                           | britische Seglerin und Unternehmerin                                              | 40        |                            |